# Thunnus maccoyii
El atún rojo del sur (Thunnus maccoyii) es una especie de peces de la familia Scombridae en el orden Perciformes. La sobrepesca es la mayor amenaza conocida para el atún rojo del sur. Este depredador se encuentra en lo alto de la cadena alimentaria marina y el descenso de su población podría tener repercusiones en otras especies. La especie es altamente preciada en el mercado de shashimi japonés, donde se vende la inmensa mayoría de la captura global. Es objetivo de las flotas pesqueras por parte de varias naciones, dentro de la Zonas Económicas Exclusivas de Australia, Nueva Zelanda, Indonesia y Sudáfrica. Si su población sigue disminuyendo, la especie se enfrenta a la posibilidad de la extinción. No hay indicios de que la población se esté recuperando. La especie está clasificada como en “Peligro Crítico” por la Unión Internacional para la Conservación de la Naturaleza.

## Morfología

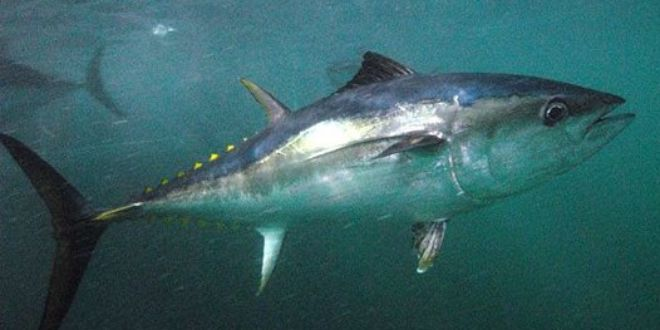
Atún rojo del sur

Los machos pueden llegar alcanzar los 245 cm de longitud total y los 260 kg de peso.

## Distribución geográfica
Se encuentra en el  Atlántico, en el Índico y en el Pacífico.